# 黃澤 (弘治進士)
黃澤（1452年—？），字若雨，廣東廣州府順德縣人，民籍，明朝政治人物。

## 生平
弘治五年（1492年）壬子科廣東鄉試第一名舉人。弘治六年（1493年）聯捷癸丑科會試第一百三十七名，二甲第八十六名進士。

## 家族
曾祖黃文仲；祖父黃祖養；父黃子存，前母梁氏；母何氏。慈侍下。弟汶、宏、潜。